# Feu de bois (chanson)
Pour les articles homonymes, voir Feu de bois.
Singles de Damso
Humains
(2018) Rêves bizarres (de Orelsan featuring Damso)
(2018)
Pistes de Lithopédion
Silence (featuring Angèle)
(5) Même issue
(7)
Feu de bois est une chanson du rappeur belge Damso extraite du troisième album studio, intitulé Lithopédion. Le titre est sorti en tant que cinquième single de l'album le 15 juillet 2018.
Le single connaît le succès à sa sortie et est certifié single de diamant en France.

## Composition et paroles

### Composition
L'instrumental de Feu de bois a été composée par le beatmaker Double X.

## Classements

### Classements hebdomadaires
| Classement                              | Meilleure position |
| --------------------------------------- | ------------------ |
| France (SNEP)                           | 2                  |
| Belgique (Wallonie Ultratop 50 Singles) | 32                 |
| Suisse (Schweizer Hitparade)            | 30                 |

### Classements annuels
| Classement (2018) | Position |
| ----------------- | -------- |
| France (SNEP)     | 37       |
| Classement (2019) | Position |
| France (SNEP)     | 132      |

## Certifications et ventes
| Région                                                                                                 | Certification | Ventes/Streams                  |
| --- | ------------- | ------------------------------- |
| France (SNEP)                                                                                          | Diamant       | 50 000 000 d'équivalent streams |
| Belgique (BEA)                                                                                         | Or            | 15 000 d'équivalent streams     |
| *Ventes selon la certification ^Mise en rayon selon la certification xNon précisé par la certification |               |                                 |